# Abdel Latif Ahmed
Abdel Latif Ahmed (arab. ‏عبدالطيف أحمد‎, ur. 13 sierpnia 1983 w Kairze) – egipski siatkarz grający na pozycji środkowego; reprezentant Egiptu.

## Kariera klubowa
Karierę klubową Abdel Latif Ahmed rozpoczął w egipskim klubie El Nasr. Później przeszedł do Al-Ahly Kair, z którym trzykrotnie wygrał afrykański Puchar Mistrzów Klubowych (w 2003, 2004 i 2010 roku).

## Kariera reprezentacyjna
- 2008 – Liga Światowa
- 2008 – Letnie Igrzyska Olimpijskie
- 2009 – Mistrzostwa Afryki
- 2009 – Puchar Wielkich Mistrzów
- 2010 – Liga Światowa